# Microcramboides
Microcramboides là một chi bướm đêm thuộc họ Crambidae.